# Дэлгэрэх
Дэлгэрэх (монг. Дэлгэрэх) — сомон в аймаке Дорноговь в юго-восточной Монголии. 
Расположен в восточной части пустыни Гоби.
Центр - поселок Хонгор находится в 137 км от административного центра г. Сайншанд и в 480 км от столицы г. Улан-Батор. 
Административно разделён на 4 местных самоуправления (баг): Цагаанхад, Аманшанд, Бумбат, Хонгор.
| Годы                        | 2000   | 2002   | 2004   | 2006   | 2008    | 2010    |
| --------------------------- | ------ | ------ | ------ | ------ | ------- | ------- |
| Численность населения       | 1,893  | 1,820  | 1,813  | 1,733  | 1,768   | 1,797   |
| Численность поголовья скота | 94,733 | 71,141 | 85,501 | 81,461 | 103,649 | 127,110 |

## География
Горы: Баян, Модот, Хонгорсант и др. (до 1200 м). Гобийские долины Гурвангашуун, Далай, Ар, Убэржирэм и др.
Территория — 4,858.10 км². Население — 1 820 человек (2011).
Климат — резкоконтинентальный. Средняя температура января –18 градусов, июля +21 градуса, ежегодная норма осадков 180 мм.
Имеется богатый животный мир. Водятся косули , волки , лисы , дикие козы .
Имеются запасы полезных ископаемых: плавикового шпата, известняка, строительных материалов.
Есть школа, больница, культурный и торгово-обслуживающие центры. Международный аэропорт Чингисхан находится в 407 км.